# Гончар Іван Іванович
Гончар Іван Іванович. — (19 червня 1940 року, с. Коболчин Сокирянський район Чернівецька область. — педагог, хормейстер, диригент, композитор. Майстер кераміки. Заслужений працівник культури України.

## Слово про митця
Є такий вислів: «Якщо людина талановита, то вона талановита в усьому». Ці слова залюбки адресую відомому хормейстру з Новодністровська, диригенту народного аматорського хору «Калина», заслуженому працівнику культури України Івану Івановичу Гончару.
(Авксентій Яківчук, фольклорист-народознавець [2002]).

## Біографія
Іван Гончар народився 19 червня 1940 р. в селі Коболчин Сокирянського району Чернівецької області. У 1958 р. закінчив Ломачинецьку середню школу і працював завклубом у рідному селі. У 1960—1963 рр. навчався на музичному відділі Чернівецького педагогічного училища. По його закінченні до 1983 р. працював учителем музики, образотворчого мистецтва і фізичного виховання. У 1970 р. закінчив факультет фізвиховання Кам'янець-Подільського педінституту. З 1985 по 2008 рік працював у Новодністровську, де створив хор «Калина», який швидко став популярним і визнаним в Україні.

## Творча діяльність
Свій перший музичний твір «Пісня про Коболчин» на власні слова написав в училищі, де музичними наставниками були Григорій Шевчук та Йосип Заславський. Працюючи в с. Коболчин, створив хор, який завойовував призові місця на районних і обласних оглядах, був удостоєний звання народного, нагороджений бронзовою та срібною медаллями лауреата фестивалів, був дипломантом і лауреатом трьох оглядів-конкурсів народного співу ім. П. Демуцького у м. Києві.
Іван Гончар активно займається композиторською діяльністю, написав «Пісню про Новодністровськ» на слова О. Юрданової, «Привітальна», «На той берег-бережок», на слова Інни Багрійчук, «Моє село» на слова Івана Нагірняка та багато інших.
І. І. Гончар проявив себе непоганим художником, маляром, з діда-прадіда він гончар-кераміст. Ним відреставровані церкви в селах Коболчин та Вашківці Сокирянського району, Джуастра — Вінницької області. Багато уваги приділяє відновленню гончарного ремесла. Створив майстерню, де займалося 30 учнів Новодністровського будинку народної творчості. Гончарні вироби власні та його учнів демонструвалися на різних виставках у Чернівцях, Києві…
Підготував до друку збірник пісень "Співає хор «Калина», підручник «Як навчитися гончарству».
Іван Гончар багато років присвятив пропаганді і відродженню мистецтва гончарів, створив музей-комплекс гончарства, який був відкритий у рідному селі Коболчин 26 грудня 2008 року і директором якого він є. Свою справу майстер репрезентував на симпозіумах гончарства у с. Гавареччина Львівської області (2005 р.), в м. Чигирин (2006 р.), на щорічних виставках в музеї Івана Гончара в Києві, на Петрівському ярмарку в Чернівцях, на «Прикарпатському вернісажі» в Івано-Франківську, на виставках у м. Чубинську Київської області, смт Путилі Чернівецької області, на святах народної творчості у Румунії (м. Радауць, м. Сучава) та інших культурно-мистецьких заходах.

## Нагороди, відзнаки
Праця ентузіаста-митця гідно оцінена: нагороджений почесними грамотами Міністерства культури і туризму України (1999, 2003 рр.), Міністерства освіти і науки України (1982, 1983 рр.), медаллю «10 років Незалежності України», він — член Національної Всеукраїнської музичної спілки України (з 2002 р.), Національної спілки майстрів народного мистецтва України (з 2003 р.), йому присвоєно почесне звання «Заслужений працівник культури України» (1999 р.). Майстер — лауреат XIII Міжнародного гуцульського фестивалю (2003 р.), почесний громадянин м. Новодністровська і с. Коболчин, учасник Всеукраїнського конкурсу «Український центр розвитку музейної справи» (м. Київ, квітень, 2009 р.), виставки-конкурсу та мистецького фестивалю «Гончарний всесвіт — 2009» у м. Опішня Полтавської області. Лауреат Літературно-мистецької премії імені Сидора Воробкевича.